# Brand Westermann

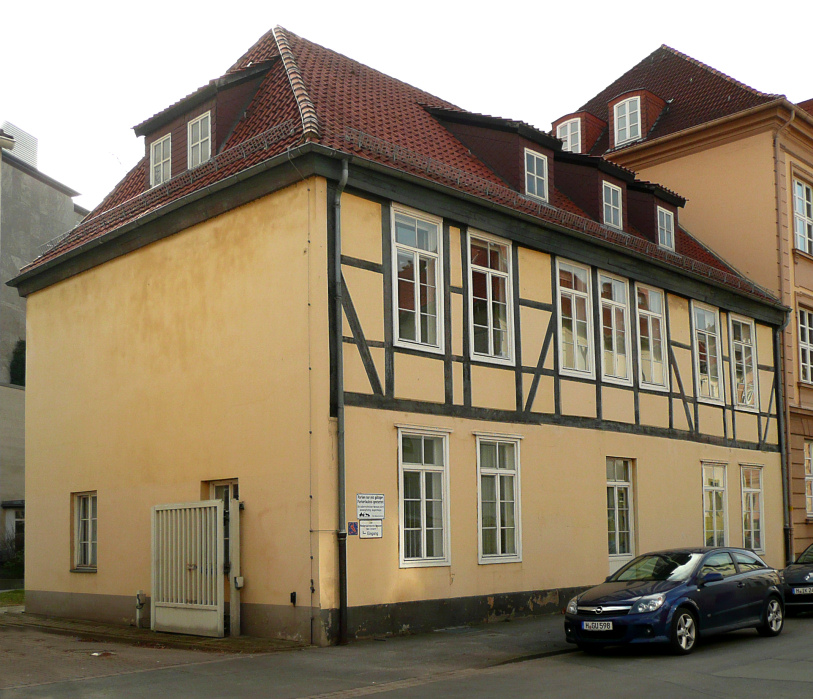
Ehemaliges Wohnhaus von Brand Westermann in Hannover, Brandstraße 24

Brand Westermann (* Februar 1646; † 20. August 1716 in Hannover) war ein deutscher Baumeister. Im Widerspruch zu früheren Zuschreibungen war Brand Westermann bei vielen Bauten nicht der ausführende Architekt.

## Familie

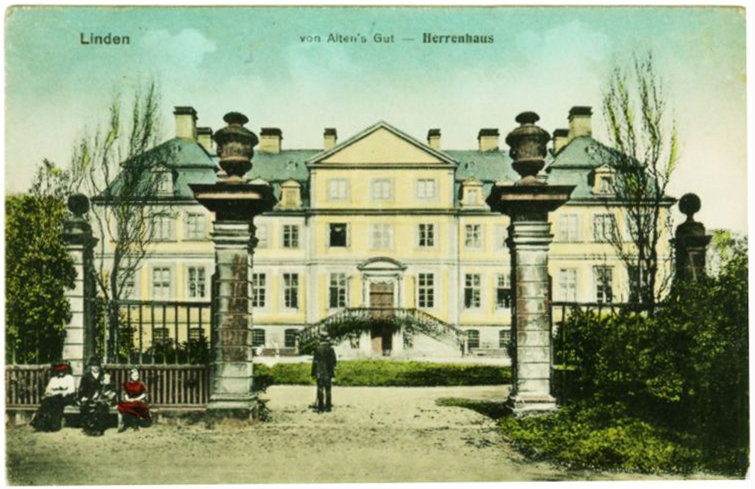
Nach Plänen des verstorbenen Johann Peter Wachter schuf Westermann 1698 bis 1702 das Lindener Schloss;
kolorierte Ansichtskarte um 1900

Brand war „wahrscheinlich“ ein Nachkomme von Pastor Johann Westermann († 1585 in Gestorf). In zweiter Ehe war Brand verheiratet mit Anna Catharina, der Tochter des Organisten der Kreuzkirche, Ludolph Schildt, dem Bruder von Melchior Schildt. Brands Sohn Johann Heinrich Westermann (1678–1726) wurde ebenfalls Baumeister und war ab etwa 1705 auch in der Hofbauverwaltung und bis zu seiner Pensionierung 1724 erst als Gehilfe, dann als Nachfolger seines Vaters tätig.

## Werdegang
Über die Ausbildung von Brand Westermann ist nach derzeitigem Forschungsstand nichts bekannt.
1666–1670 wurde Brand – unter der „Direktion“ von Johann Duve – technischer Leiter der Neustädter Hof- und Stadtkirche St. Johannis.
Vor 1674 bis vor 1682 war Westermann „anscheinend“ auch Bauschreiber für die hannoversche Kriegskanzlei. Nachdem er 1674 in die Nachfolge des herzoglichen Bauschreibers Balthasar Ernst Weinberg trat, wurde er in dieser Stellung zum wichtigsten Mitarbeiter des Hofbauverwalters Hieronimo Sartorio und dessen verschiedener Nachfolger. Er beaufsichtigte zahlreiche Hofbauprojekte, war aber gelegentlich auch für andere Behörden und private Bauherren tätig, teilweise auch außerhalb Hannovers.
So wirkte Westermann unter anderem für den Kammerpräsidenten Otto Grote zu Schauen oder etwa für den Premierminister Franz Ernst von Platen, für den er beim Bau eines Palais in der Calenberger Neustadt tätig war und, nachdem der Architekt Johann Peter Wachter 1690 gestorben war, nach dessen Plänen ab 1698 und bis 1702 das Lindener Schloss erbaute.
1692 bis 1701 wirkte Westermann beim Bau des neuen Turmes der Neustädter Kirche mit. In der wurde er auch bestattet (seine Grabplatte liegt heute links neben dem Südportal).
Ab 1713 wirkte er, gemeinsam mit Johann Christian Böhm und Johann Caspar Borchmann, bei der Ausführung des bis 1719/1721 errichteten hannoverschen Staatsarchivs mit, zugleich des letzten Staatsbaus vor der Übersiedelung von König Georg I. in das Königreich Großbritannien.

## Ehrungen
Seit 1965 erinnert in Hannover-Marienwerder der Westermannweg an den Baumeister.